# امیرخان یار
امیرخان یار (زاده ۱۳۵۳ ولایت ننگرهار) سیاستمدار افغانستانی و نماینده مردم ولایت ننگرهار در دوره شانزدهم مجلس نمایندگان است. وی در مجلس شانزدهم نمایندگان افغانستان عضو کمیسیون مالی، بودجه، محاسبات عمومی و امور بانک‌ها می‌باشد.

## زندگی‌نامه
امیرخان یار زاده ۱۳۵۳ از ولایت ننگرهار است. وی تحصیلات مدرک تکمیل تحصیلی دوره متوسطه را دارد. 

## دیگر فعالیت‌ها
دیگر فعالیت‌های وی:
- رئیس عمومی موسسه YAAR
- مدیر اداری موسسه اینترنشنال STI
- مدیر برنامه منطقه‌ای موسسه SERVE